# Vienna Shorts
Vienna Shorts (VIS), bis 2016 Vienna Independent Shorts, ist ein internationales Kurzfilmfestival, das jährlich im Frühling in Wien stattfindet. Es ist das größte Festival für Kurzfilm, Animation und Musikvideo in Österreich.

## Geschichte

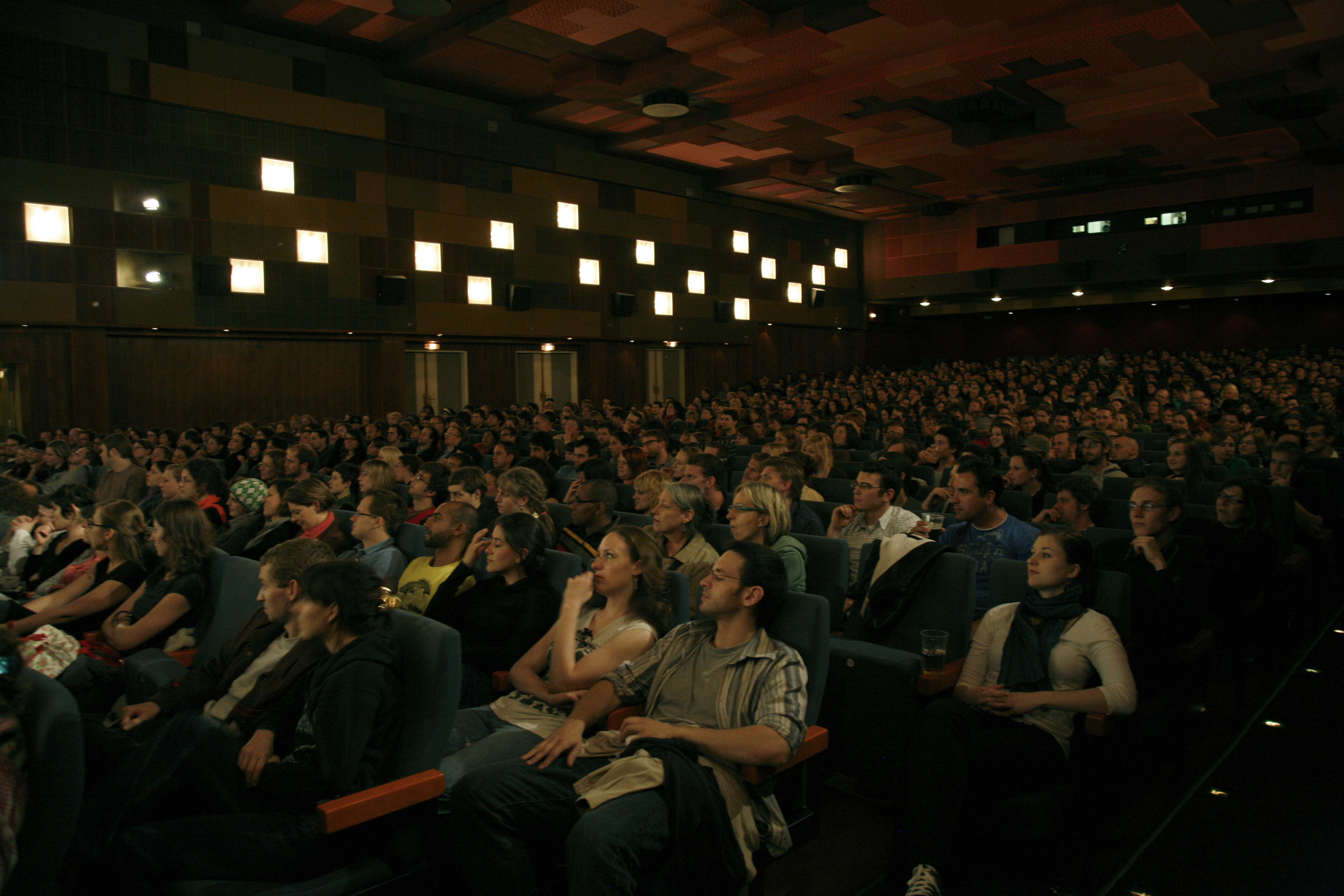
Festivaleröffnung 2009 im Gartenbaukino

Vienna Independent Shorts fand 2004 erstmals statt. Mehrere in der Kurzfilmvermittlung in Wien tätige Institutionen gestalteten jeweils einen Tag des Festivals. Im Programm waren 125 Kurzfilme. Der einzige Veranstaltungsort, der von der ersten bis zur achten Festivalausgabe kontinuierlich bespielt wurde, ist die Reformierte Stadtkirche.
Seit 2005 wird das Festival vom von den Veranstaltern des Vorjahres gegründeten Verein Independent Cinema ausgerichtet. Erstmals wurde ein internationaler Wettbewerb mit 64 Filmen abgehalten. Zu den Fixpunkten der kommenden Jahre, die 2005 erstmals stattfanden, zählten eine Werkschau der Wiener Universität für angewandte Kunst und ein Kino Kabaret.
In der Festivalausgabe des Jahres 2006 waren im internationalen Wettbewerb 83 Filme zu sehen. Der österreichischen Regisseurin Mara Mattuschka war eine Retrospektive und Südosteuropa ein regionaler Schwerpunkt gewidmet. Die Filmrolle der 26 Einzelfilme von The Mozart-Minute, die anlässlich des 250. Geburtstags von Mozart produziert wurde, feierte am Festival ihre Wien-Premiere. 2006 wurden außerdem weitere Veranstaltungsorte außerhalb Wiens – in Dornbirn, Graz und Innsbruck – in die Bespielung eingebunden.
Bei Vienna Independent Shorts 2007 wurde der internationale Wettbewerb mit 49 Kurzfilmen erstmals durch die Sektion Panorama mit ausschließlich österreichischen Kurzfilmen ergänzt. Ins Panorama wurden 23 Filme aufgenommen. Es waren drei Retrospektiven mit Kurzfilmen von Paul Bush, Miranda July und Virgil Widrich zu sehen. Eines von mehreren Gastprogrammen gestaltete die Ars Electronica. Im Rahmen von VIS on tour stellte Vienna Independent Shorts im Jahr 2007 unter anderem für die Wiener Festwochen, das Forum Stadtpark, Crossing Europe und die Diagonale Gastprogramme zusammen. Seit 2007 befindet sich das ständige Festivalbüro im quartier21 im MuseumsQuartier.

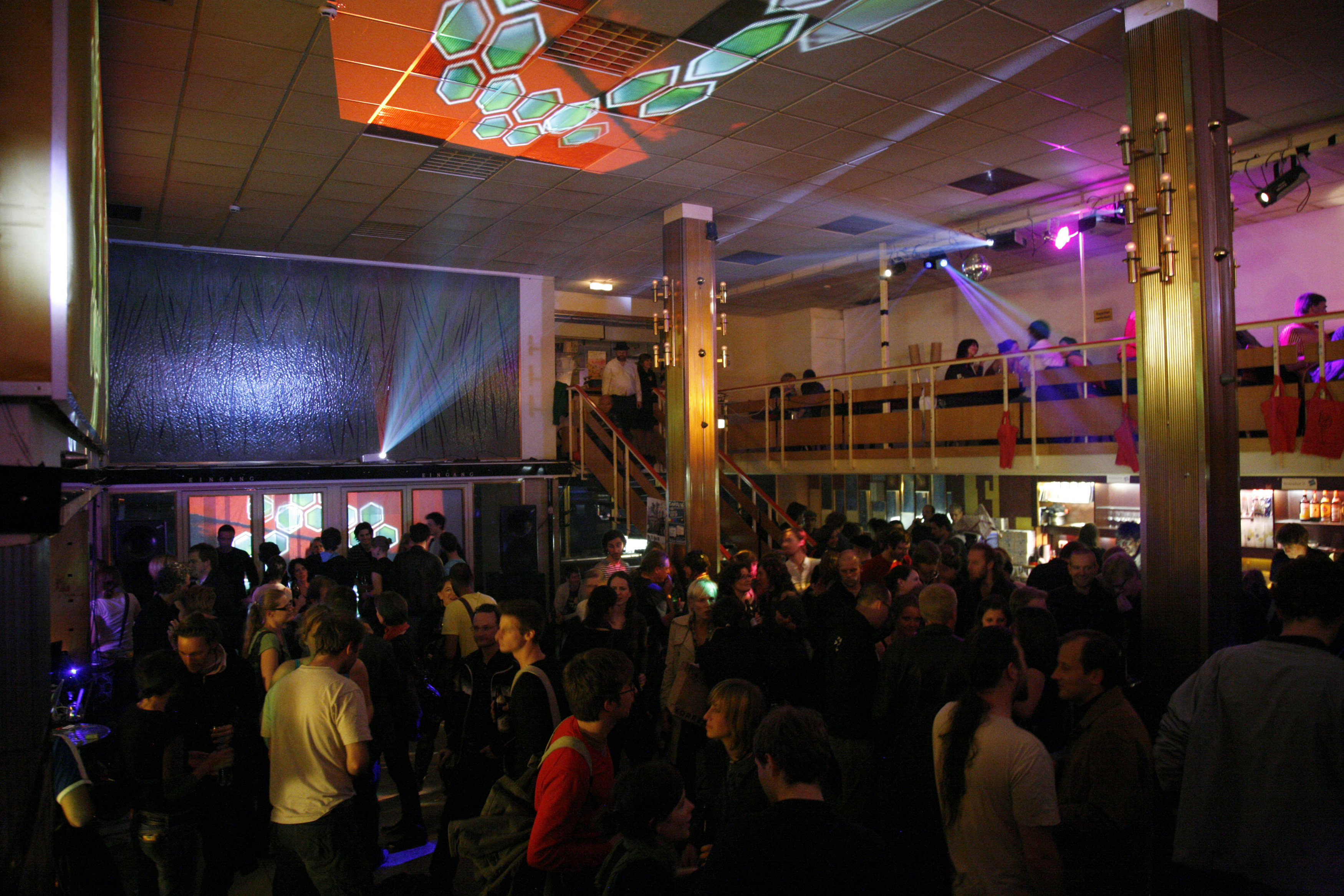
Eröffnungsfeier 2009

2008 wurde Vienna Independent Shorts vor rund 1100 Gästen im Wiener Gartenbaukino mit der Weltpremiere des Episodenfilms Eleven Minutes eröffnet. Die österreichisch-schweizerische Koproduktion wurde anlässlich der in beiden Ländern stattfindenden Fußball-Europameisterschaft 2008 hergestellt. Der Schweiz war auch ein Länderschwerpunkt gewidmet, zu sehen war etwa ein Gastprogramm des Badener Animationsfilmfestivals Fantoche. Im Rahmen eines Fußball-Themenschwerpunkts wurde mit Forza Bastia ein selten gezeigter Dokumentarfilm von Jacques Tati präsentiert. Gezeigt wurden auch Retrospektiven zu Chantal Akerman, Hubert Sielecki und Jerzy Kucia. Eingereicht wurden insgesamt 921 Filme aus 51 Ländern. Zu den insgesamt zwanzig Sonder- und Gastprogrammen kamen 47 Filme im internationalen Wettbewerb und 33 Filme im Panorama.
Bei der sechsten Ausgabe von Vienna Independent Shorts im Jahr 2009 waren 311 Kurzfilme zu sehen, davon 44 im internationalen Wettbewerb. Eingereicht wurden 1.129 Filme aus 54 Ländern. Thematische Schwerpunkte widmeten sich dem Gedenken an die Jahre 1939 (Beginn des Zweiten Weltkriegs) und 1989 (Fall der Berliner Mauer) sowie den USA und Russland. Retrospektiven waren unter anderem Ben Rivers, Norbert Pfaffenbichler und Lotte Schreiber sowie dem California Institute of the Arts gewidmet. Seit 2009 besteht eine Kooperation mit der Europäischen Filmakademie, die jährlich alle als Bester europäischer Kurzfilm nominierten Filme bei Vienna Independent Shorts zeigt.
2010 führte das Festival zusätzlich zum internationalen Wettbewerb für fiktionale und dokumentarische Arbeiten zwei neue Wettbewerbssektionen ein: den internationalen Wettbewerb Animation Avantgarde, kuratiert unter anderem von Thomas Renoldner, und einen eigenen Österreich-Wettbewerb um den erstmals vergebenen Österreichischen Kurzfilmpreis. Ein zusätzlicher Schwerpunkt lag 2010 bei Kurzfilmen zu den Themen Tanz und Rhythmus, unter anderem in Zusammenarbeit mit dem Radiosender FM4 und dem Filmverleih sixpackfilm. Miranda Pennell und Thomas Draschan waren Retrospektiven gewidmet. Das vom Filmarchiv Austria betriebene Metro-Kino wurde 2010 neue Hauptspielstätte.
Für die achte, von Finanzierungsproblemen überschattete Festivalausgabe wurden 2.457 Filme aus 90 Ländern eingereicht. Die Veranstaltungen wurden von über 6.600 Zuschauern besucht. Ein inhaltlicher Schwerpunkt war New Communities gewidmet und umfasste vor allem das Thema Kurzfilm in Online-Communitys und eine Werkschau der Filmakademie Wien. Tribute-Programme galten Nicolas Mahler und dem britischen Duo Semiconductor. Der Kanadier Pierre Hébert stellte sich mit einer Live-Performance vor. Mit dem Vienna Short Film Forum wurde eine neue Veranstaltungsschiene für die Filmwirtschaft eingeführt.
2012 fand das von sieben auf fünf Tage verkürzte Festival ausschließlich im Gartenbaukino statt. Neben den beiden internationalen Wettbewerben und dem nationalen Wettbewerb gab es Schwerpunktveranstaltungen unter dem Titel Pushing the Boundaries, der Themen wie Perversion, Provokation, Subversion und Zensur gewidmet war. In Zusammenarbeit mit dem Österreichischen Filmmuseum fand ein Symposium anlässlich des 50-jährigen Jubiläums des Oberhausener Manifests statt. Bei der Abschlussveranstaltung Night of the Light wurden eigens produzierte Kurzfilme zum Thema Energie gezeigt.
Unter dem Schwerpunkt-Motto Strange Days (seltsame Tage oder außergewöhnliche Tage) und mit mehr als 260 Filmen aus 40 Ländern wurde von 28. Mai bis 2. Juni 2013 die 10. Ausgabe des Festivals u. a. im Künstlerhaus Kino und im Gartenbaukino begangen. Gemeinsam mit dem Österreichischen Filmmuseum würdigte man das Schaffen des irischen Animationsfilmschaffenden David O’Reilly, im brut im Künstlerhaus wurde erstmals ein gesamter Tag ins Zeichen des Musikvideos gestellt. Das Schwerpunktthema setzte sich mit sozialen, kulturellen und geopolitischen Umstürzen sowie dem surrealen Kino auseinander. Sonderprogramme zum Jubiläum umfassten das Jahr über u. a. eine Kooperation mit dem donaufestival sowie das erste Cat Video Festival Vienna im Sommer.

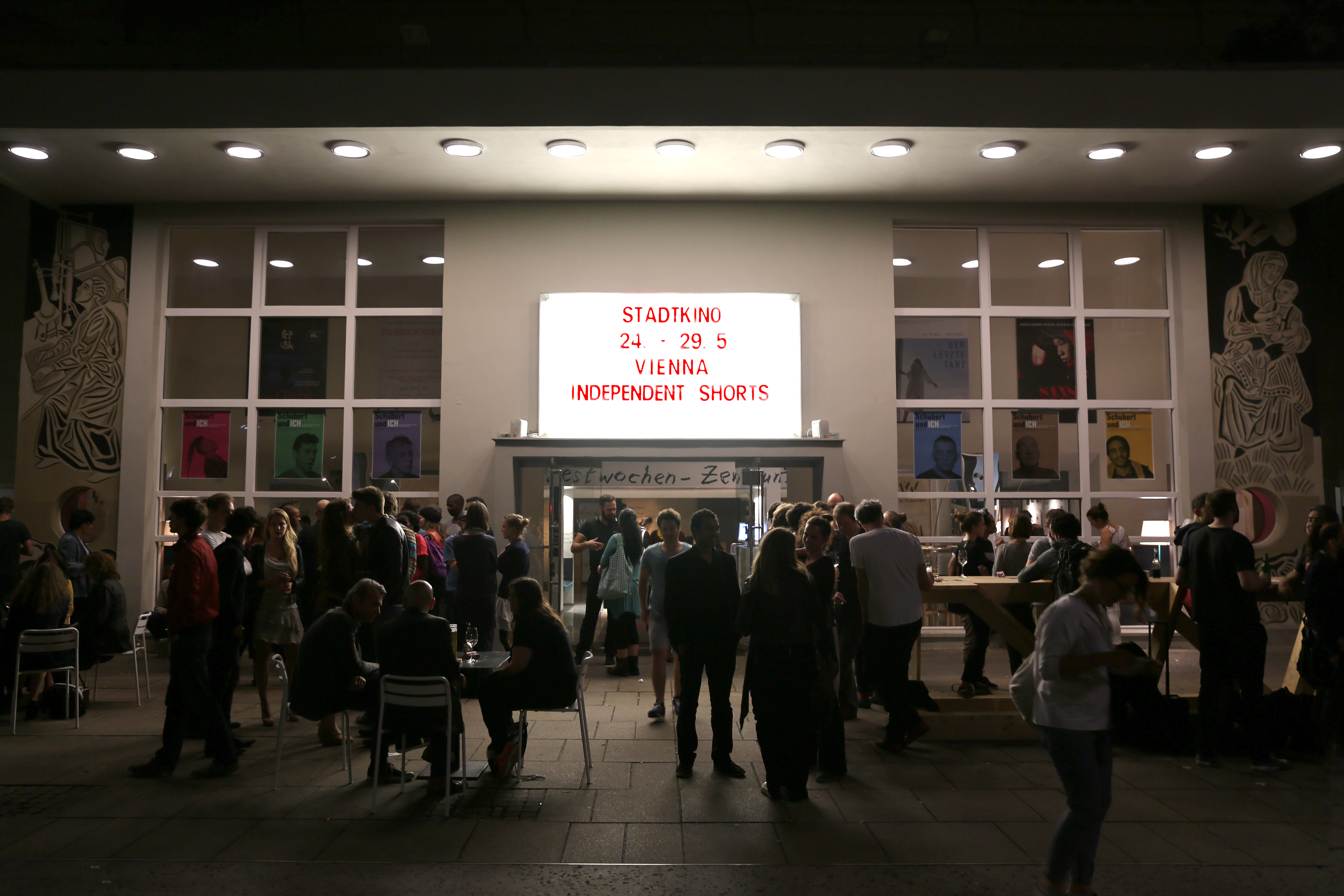
VIS 2014 im Stadtkino im Künstlerhaus

Aus erstmals mehr als 3.000 Einreichungen wurden 306 Kurzfilme für die elfte Ausgabe (23.–29. Mai 2014) ausgewählt. Das Stadtkino im Künstlerhaus diente als Hauptspielstätte und Festivalzentrum, inhaltlich widmete man sich – neben den fünf Wettbewerben – dem Schwerpunktthema Radical und somit dem radikalen Kino. Im Österreichischen Filmmuseum thematisierte der deutsche Medienkünstler Robert Seidel die Grenzen der digitalen Animation. Zudem wurden dem Filmmuseums-Mitgründer Peter Konlechner zwei Programme anlässlich seiner 1962 einmalig veranstalteten Kurzfilmwoche gewidmet. Gastprogramme näherten sich u. a. dem Schaffen der deutsch-polnischen Animationskünstlerin Mariola Brillowska und dem Beastie-Boys-Mitbegründer Adam Yauch an, Mitternachtsprogramme feierten einmal mehr populäre Spielarten des Kinos. Neben der Night of the Light wurden erstmals auch ein Industry Day und ein Hochschultag veranstaltet.

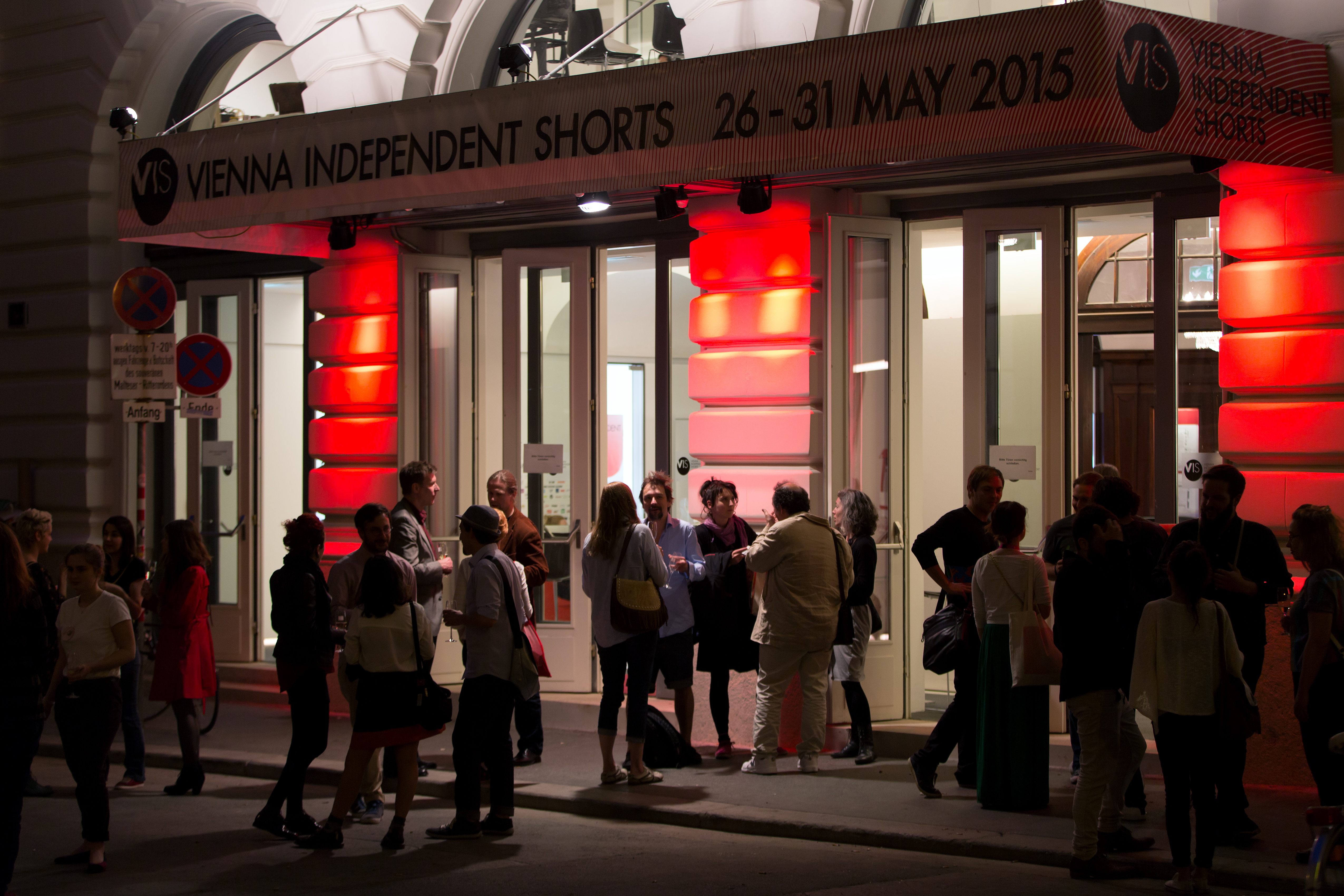
Preisverleihung der VIS 2015 im Metro-Kinokulturhaus

Die 12. Ausgabe von VIS im Jahr 2015 wurde mit 320 gezeigten Filmen, mehr als 70 Einzelveranstaltungen und knapp 10.000 Besuchern zur umfangreichsten Edition bis dato. Das Festival widmete sich schwerpunktmäßig dem State of the Art und damit dem Kurzfilm zwischen Kunst und Kino. Als Hauptspielstätten dienten das Stadtkino im Künstlerhaus und das neu eröffnete Metro Kinokulturhaus, als weitere Spielstätte wurde der Plastikersaal im Künstlerhaus gemeinsam mit den Wiener Festwochen in eine Mischung aus Ausstellungsraum und Liegekino verwandelt. Im Österreichischen Filmmuseum gastierte der Oscar-nominierte US-Animationsfilmemacher Don Hertzfeldt. Die Schiene Midnight Movies wurde auf drei Programme erweitert, besonderes Augenmerk wurde auf die Filmvermittlung gelegt. Ein Spezialprogramm widmete sich drei wiederentdeckten Filmen des britischen Komikers Peter Sellers, als Partnerfestivals gastierten u. a. die Kurzfilmtage Winterthur, IndieLisboa und das Tampere Film Festival.
Im Jänner 2016 wurde die Vienna Independent Shorts von der Academy of Motion Picture Arts and Sciences, als das insgesamt 86. und als erstes österreichisches Filmfestival, in die Liste der Academy Qualifying Festivals aufgenommen. Die Gewinnerfilme sind damit in Zukunft automatisch für die Vorauswahl der Nominierungen in der Kategorie Kurzfilm der Oscar-Verleihung qualifiziert.
Die 13. Festivalausgabe (25. bis 31. Mai 2016) wartete mit 363 Filmen in 54 Film- und 24 Rahmenveranstaltungen auf und erreichte an sieben Tagen erneut rund 10.000 Besucher. Als Stargast wurde US-Animationsfilmemacher Bill Plympton anlässlich seines 70. Geburtstages im Österreichischen Filmmuseum gewürdigt, die zweite Personale war der belgischen Künstlerin Anouk De Clercq gewidmet. Einen Live-Act im Kino gab es zudem mit dem New Yorker Rapper Zebra Katz. Der inhaltliche Fokus wurde, abgesehen vom Wettbewerb, vom gesellschaftspolitischen Statement „Fear Is Not An Option“ geprägt. Gastprogramme dazu stammten von den Partnerfestivals Go Short in Nijmegen und Festival du nouveau cinéma in Montréal. Als Hauptspielstätten dienten das Stadtkino im Künstlerhaus, das METRO Kinokulturhaus, das Gartenbaukino, das Filmmuseum und das Künstlerhaus.
Die 14. Festivalausgabe findet von 1. bis 6. Juni in Wien statt.

## Preisträger
| Preisträger 2005 | |
| Goldene Shorts – Publikumspreis | Stefan Wolner (Österreich): Balls |
| Preisträger 2006 | |
| Goldene Shorts – Publikumspreis | Alexis Ferrebeuf (Frankreich): Mort à l’écran |
| DocuZone Austria Short Film Award | Markus Oberndorfer (Österreich): Untitled_in_Case_No_1 |
| diemelange Kurzfilmpreis | Björn Kämmerer (Österreich): Escalator |
| Preisträger 2007 | |
| Goldene Shorts – Kurzfilmpreis der Stadt Wien                                                                                            | Marc Schaus (Belgien): Quelque chose en O |
| ray Publikumspreis | Astrid Rieger (Deutschland): Apple On a Tree / Mammal |
| 3 Short Film Awards | Johanna Moder (Österreich): Her mit dem schönen Leben SI.SI. Klocker (Österreich): Laura. Was Sie schon immer über Telefonsex wissen wollten Iris Blauensteiner (Österreich): Suture                                                              |
| Preisträger 2008 | |
| Goldene Shorts – Kurzfilmpreis der Stadt Wien                                                                                            | Alina Rudnitskaya (Russland): Kak stat stervoi (Vixen Academy) |
| ray Publikumspreis | Radu Jude (Rumänien): Lampa cu caciula (The Tube with a Hat) |
| Hoanzl Publikumspreise | Umut Dağ (Österreich): Todesnachrichten Katharina Swoboda (Österreich): Transition Sasha Pirker (Österreich): John Lautner, The Desert Hot Springs Motel Bernhard Hetzenauer (Österreich): Wann habe ich aufgehört, dir meine Träume zu erzählen? |
| Hubert Sielecki Preis | Michael Wirthig (Österreich): Inside 1014 |
| Preisträger 2009 | |
| Wiener Kurzfilmpreis | Asitha Ameresekere (UK): 14 |
| ray Publikumspreis | Sasha Pirker (Österreich): Angelica Fuentes, The Schindler House |
| Hoanzl Publikumspreis | Elizabeth Marre, Olivier Pont (Frankreich): Manon sur le bitume |
| Airbed Movie Award | Robert Pohle, Martin Hentze (Deutschland): Der Conny ihr Pony |
| Prix Très Chic | Carsten Strauch (Deutschland): Das grüne Schaf |
| Hubert Sielecki Preis | Adnan Popović (Österreich): Walzerkönig |
| Preisträger 2010 | |
| Wiener Kurzfilmpreis | Liza Johnson (USA): In the Air |
| ASIFA Austria Award | Joaquín Cociña, Cristóbal León, Niles Atallah (Chile): Lucía / Luis |
| Österreichischer Kurzfilmpreis | Lisa Weber (Österreich): Kommt ein Sonnenstrahl in die Tiefkühlabteilung und weicht alles auf |
| LG Publikumspreis | Chris Niemeyer (Schweiz): Las Pelotas |
| Skip Publikumspreis | Joaquín Cociña, Cristóbal León, Niles Atallah (Chile): Lucía |
| ray Publikumspreis | Robert Cambrinus (Österreich/UK): Commentary |
| Elfi von Dassanowsky Preis | Inger Lise Hansen (Norwegen): Parallax |
| Airbed Movie Award | Katharine Pfiel, Marlene Rudy, Andreea Jebelean, Barbara Wilding, Volker Buchgraber, Dominik Hartl (Österreich): Guitar String Marked Fingerprints                                                                                                |
| Prix Très Chic | Florian Juri (Österreich): Zerebrale Dichotomie |
| Preisträger 2011 | |
| Wiener Kurzfilmpreis | Nicolas Provost (Belgien): Stardust |
| ASIFA Austria Award | David O’Reilly (Deutschland): The External World |
| Österreichischer Kurzfilmpreis | Peter Tscherkassky (Österreich): Coming Attractions |
| Citroën-Publikumspreis | Rungano Nyoni (Sambia): Mwansa the Great |
| Skip-Publikumspreis | David O’Reilly (Deutschland): The External World |
| ray-Publikumspreis | Christoph Schwarz (Österreich): Supercargo |
| Elfi-von-Dassanowsky-Preis | Annick Blanc (Kanada): Au milieu de nulle part ailleurs |
| VAM-Nachwuchspreis | Christoph Schwarz (Österreich): Supercargo |
| Airbed Movie Award | Susi Sie (Deutschland): Float |
| Prix Très Chic | Erik Eriksson, Rune Eriksson (Norwegen): Standup Comedy On Mars / Hand of God / Norwegian Shorts With No Ending: The 50 Years Anniversary of Annecy Int. Animation Festival Edition                                                               |
| Preisträger 2012 | |
| Wiener Kurzfilmpreis | Jan Czarlewski (Polen/Schweiz): L’Ambassadeur & moi |
| ASIFA Austria Award | Ruth Lingford (Großbritannien/USA): Little Deaths |
| Österreichischer Kurzfilmpreis | Gabriele Mathes (Österreich): Flaschenpost |
| Jameson-Publikumspreis | Samuel Tilman (Belgien): Nuit blanche |
| Skip-Publikumspreis | Marta Pajek (Polen): Sleepincord |
| ray-Publikumspreis | Dinko Draganovic (Österreich): Tatin Ponos |
| Elfi-von-Dassanowsky-Preis | Ruth Lingford (UK/USA): Little Deaths |
| VAM-Nachwuchspreis | Katharina Gruzei (Österreich): Die Arbeiterinnen verlassen die Fabrik |
| Spezialpreis der Filmakademie Wien | Patrick Vollrath (Österreich): Dieser Film ist ein Zusammenschnitt von DV-Kassetten, die bei einer Online-Auktion versteigert wurden |
| Jurypreis Night of the Light | Eva Chytilek (Österreich): Einbruch der Nacht |
| Publikumspreis Night of the Light | Willi Kubica (Österreich): Ein Fest der Kabel und Stecker |
| Airbed Movie Award | L’Ogre (Frankreich/USA): 70 Million |
| Prix Très Chic | Johannes Nyholm (Schweden): Las Palmas |
| Preisträger 2013 | |
| Wiener Kurzfilmpreis | Fyzal Boulifa (Marokko/Großbritannien): The Curse |
| ray-Publikumspreis Fiction Documentary                                                                                                   | Robert Cambrinus (Österreich): I can't cry much louder than this |
| ASIFA Austria Award | Don Hertzfeldt (USA): It's such a beautiful day |
| Artist-in-Residence Stipend | Mihai Grecu, Thibault Gleize (Frankreich): Exland |
| ray-Publikumspreis Animation Avantgarde                                                                                                  | Joseph Pierce (Großbritannien): The Pub |
| Elfi-von-Dassanowsky-Preis | Karolina Glusiec (Großbritannien): Velocity |
| Österreichischer Kurzfilmpreis | Ulrike Putzer, Matthias van Baaren (Österreich): Hände zum Himmel |
| Preis der Jugendjury | Ulrike Kofler (Österreich): Wir fliegen |
| VAM-Nachwuchspreis | Kurdwin Ayub (Österreich): Familienurlaub |
| ray-Publikumspreis Österreich Wettbewerb                                                                                                 | Ulrike Kofler (Österreich): Wir fliegen |
| Österreichischer Musikvideopreis | Daniel Moshel (Österreich): Metube: August sings Carmen ’Habanera’ (Musik: August Schram) |
| Publikumspreis Musikvideo International                                                                                                  | Alma Har'el (Israel): Fjögur Píanó (Musik: Sigur Rós) |
| Jurypreis Night of the Light | Reinhold Bidner, Georg Hobmeier (Österreich): Impulse |
| Publikumspreis Night of the Light | Gabriel Tempea (Österreich): Joghurt mit Wachs |
| Prix Très Chic | Marion Pfaus (Deutschland): Das Wodka-Tagebuch |
| Preisträger 2014 | |
| Wiener Kurzfilmpreis | Aniela Gabryel (Polen): Leciec, nie leciec (To fly or not to fly) |
| Publikumspreis Fiction Documentary | Guido Hendrikx (Niederlande): Escort |
| ASIFA Austria Award | Michel Klöfkorn (Deutschland): x-x-xx--x--gewobenes Papier |
| Artist-in-Residence Stipend | Atsushi Wada (Japan): Anomalies |
| Publikumspreis Animation Avantgarde | Réka Bucsi (Ungarn): Symphony no.42 |
| Elfi-von-Dassanowsky-Preis | Jennifer Reeder (USA): A Million Miles Away |
| Österreichischer Kurzfilmpreis | Christiana Perschon (Österreich): Noema |
| Preis der Jugendjury | Christiana Perschon (Österreich): Noema |
| VAM-Nachwuchspreis | Iris Blauensteiner (Österreich): Schwitzen |
| ray-Publikumspreis Österreich Wettbewerb                                                                                                 | Christiana Perschon (Österreich): Noema |
| Österreichischer Musikvideopreis | Antonin B. Pevny (Österreich): Maschin (Musik: Bilderbuch) |
| Publikumspreis Musikvideo International                                                                                                  | Carl Roosens, Noémie Marsily (Belgien): Our Lights (Musik: BRNS) |
| Bester Hochschulfilm | Peter Brunner (Österreich): Milchzähne |
| Jurypreis Night of the Light | Lena Weiss (Österreich): Gatos de luz |
| Publikumspreis Night of the Light | Lena Weiss (Österreich): Gatos de luz |
| Prix Très Chic | Adrian Thiessen (Kanada): The Auteurs of Christmas |
| - Jennifer Reeder - Christiana Perschon - Lena Weiss - Antonin B. Pevny - Iris Blauensteiner                                             | |
| Preisträger 2015 | |
| Wiener Kurzfilmpreis | Fabian Kaiser (Schweiz): De Schnuuf (The Breath) |
| Publikumspreis Fiction Documentary | Morgan Knibbe (Niederlande): Shipwreck |
| ASIFA Austria Award | Rainer Kohlberger (Österreich): Moon Blink |
| Artist-in-Residence Stipend | Peter Millard (Großbritannien): Fruit Fruit |
| Publikumspreis Animation Avantgarde | Don Hertzfeldt (USA): World of Tomorrow |
| Elfi-von-Dassanowsky-Preis | Konstantina Kotzamani (Griechenland): Washingtonia |
| Österreichischer Kurzfilmpreis | Sebastian Brameshuber (Österreich): Of Stains, Scrap & Tires |
| Preis der Jugendjury | Christoph Rainer (Österreich): Pitter Patter Goes My Heart |
| VAM-Nachwuchspreis | Jola Wieczorek (Österreich): List do Polski (Letter to Poland) |
| Publikumspreis Österreich Wettbewerb | Christoph Schwarz (Österreich): Beingwhale |
| Österreichischer Musikvideopreis | Stephanie Winter (Österreich): Tristes Déserts - A robots tale (Musik: August feat. Austrian Apparel) |
| Publikumspreis Musikvideo International                                                                                                  | Hiro Murai (Japan): Never Catch me (Musik: Flying Lotus) |
| Jurypreis Night of the Light | Nicola von Leffern, Jakob Carl Sauer (Österreich): Mafi Kharaba |
| Publikumspreis Night of the Light | Georg Blume, Anna Hawliczek (Österreich): Iguana Imperialista |
| Prix Très Chic | Ernst Palicek (Österreich): Summer in Wien (prod.By 08) |
| - Benjamin Gruber, Daniel Ebner - Rainer Kohlberger - Jola Wieczorek - Fabian Kaiser - Peter Millard - Nicola von Leffern                | |
| Preisträger 2016 | |
| Österreichischer Kurzfilmpreis (Fiction)                                                                                                 | Sélim Azzazi (Frankreich): Ennemis intérieurs |
| Österreichischer Kurzfilmpreis (Animated)                                                                                                | Karl Lemieux, David Bryant (Kanada): Quiet Zone |
| Wiener Kurzfilmpreis international | Mahdi Fleifel (Dänemark, Palästina): A Man Returned |
| Wiener Kurzfilmpreis national | Maria Luz Olivares Capelle (Argentinien, Österreich): Wald der Echos |
| ASIFA Austria Award | Siegfried A. Fruhauf (Österreich): Vintage Print |
| Artist-in-Residence Stipend | Céline Devaux (Frankreich): Le repas dominical |
| Elfi-von-Dassanowsky-Preis | Alexandra Gerbaulet (Deutschland): Schicht |
| Preis der Jugendjury | Paul Wenninger (Österreich): Uncanny Valley |
| Nachwuchspreis | Peter Kutin, Florian Kindlinger (Österreich): Desert Bloom |
| Publikumspreis Österreich-Wettbewerb | Armin Thalhammer (Österreich): Cerro Ricco The Silver Mountain |
| Publikumspreis Fiction Documentary | Daina Oniunas-Pusić (Kroatien): Zvjerka |
| Publikumspreis Animation Avantgarde | Céline Devaux (Frankreich): Le repas dominical |
| International Music Video Competition | TAKOM, Daito Manabe und MIKIKO (USA, Japan): Cold Stares (Musik: Nosaj Thing feat. Chance the Rapper + The O’My’s) |
| Österreichischer Musikvideopreis | Florian Pochlatko (Österreich): God of Ghosts/Nu Renegade (Musik: Zebra Katz x DJ Leila) |
| Publikumspreis Musikvideo International                                                                                                  | Ian Pons Jewell (UK): Deep Down Low (Musik: Valentino Khan) |
| Jurypreis Night of the Light | Lisbeth Kovacic (Österreich): #theircatsaswell |
| Publikumspreis Night of the Light | Michał Błaszczyk (Polen): How my Grandma went electric |
| Prix Très Chic | Daniel Moshel (Österreich): MeTube2: August Sings Carmina Burana |
| - Sélim Azzazi - Florian Kindlinger - Michał Błaszczyk - Alex Gerbaulet - Paul Wenninger - Maria Luz Olivares Capelle - Metro Kino       | |
| Preisträger 2017 | |
| Österreichischer Kurzfilmpreis (Spielfilm)                                                                                               | Gabriel Abrantes (Frankreich, Großbritannien, Portugal): A Brief History of Princess X |
| Österreichischer Kurzfilmpreis (Animation)                                                                                               | David O’Reilly (Irland, Vereinigte Staaten): Everything |
| Österreichischer Kurzfilmpreis (Dokumentation)                                                                                           | Patrick Bresnan (Vereinigte Staaten): The Rabbit Hunt |
| Wiener Kurzfilmpreis international | Patrick Bresnan (Vereinigte Staaten): The Rabbit Hunt |
| Wiener Kurzfilmpreis national | Veronika Schubert (Österreich): In erster Linie |
| ASIFA Austria Award | Steven Woloshen (Kanada): Casino |
| Artist-in-Residence Stipend | Boris Labbé (Spanien): Orogenesis |
| Elfi-von-Dassanowsky-Preis | Maite Alberdi & Giedre Žickyte (Chile, Dänemark, Italien, Litauen): Yo no soy de aqui |
| Preis der Jugendjury | Paul Ploberger (Österreich): Bier & Calippo |
| Nachwuchspreis | Sara Kern (Kroatien, Slowenien, Österreich): Srecno, Orlo! (Viel Glück, Orlo!) |
| Publikumspreis | Nagahisa Makoto (Japan): And So We Put Goldfish In the Pool |
| International Music Video Competition | Guillaume & Jonathan Alric (Frankreich): Territory (Musik: The Blaze) |
| Österreichischer Musikvideopreis | Florian Kindlinger & Peter Kutin (Österreich): BulletProof (Musik: VENTIL) |
| Prix Très Chic | Alexander Gratzer (Österreich): Im Wohnzimmer |
| - Ivete Lucas & Patrick Bresnan - Veronika Schubert - Paul Ploberger - Peter Kutin & Florian Kindlinger - Preisträger und Jurymitglieder | |
| Preisträger 2018 | |
| Wiener Kurzfilmpreis | Diogo Baldaia (Portugal): Miragem Meus Putos (Mirage My Bros) |
| Wiener Kurzfilmpreis – ASIFA Austria Award                                                                                               | Nikita Diakur (Deutschland): Ugly |
| Wiener Kurzfilmpreis – Bester österreichischer Film                                                                                      | Leonhard Müllner, Robin Klenger (Österreich): Operation Jane Walk |
| Wiener Kurzfilmpreis – Internationaler Musikvideopreis                                                                                   | Tommy Cash (Estland): Pussy Money Weed-Tommy Cash |
| Wiener Kurzfilmpreis – Österreichischer Musikvideopreis                                                                                  | Patryk Senwicki (Österreich): Frizzle Frizz-KIDS N CATS |
| Wiener Kurzfilmpreis – Bester VR/360°-Film / Artist-in-Residence Stipendium                                                              | Alla Kovgan (Finnland): Devil's Lungs |
| Preis der Jury – Kurzspielfilm | Jeremy Comte (Kanada): Fauve |
| Preis der Jury – Kurzdokumentarfilm | Ryan McKenna (Kanada): Voces del Secuestro (Voices Of Kidnapping) |
| Preis der Jury – Animationsfilm | Nikita Diakur (Deutschland): Ugly |
| Spezialpreis – Beste Regisseurin (gestiftet von The Elfi Dassanowsky Foundation)                                                         | Amanda Nell Eu (Malaysia): Lagi Senang Jaga Sekandang Lembu (It's Easier To Raise Cattle) |
| Spezialpreis – Preis für eine besondere Leistung / Artist-in-Residence Stipendium                                                        | Maria Molina (Niederlande): Digital Trauma (And The Crystal Image) |
| Spezialpreis – Beste/r Newcomer/in | Michaela Taschek (Österreich): Doppelgänger |
| Spezialpreis – Keep It Short Award | Stefan-Manuel Eggenweber, Stephan Lager (Österreich): Ingwer Gegen Alles |
| Spezialpreis – VIS Art Scholars EFA 18                                                                                                   | Duncan Cowles, Ross Hogg |
| Publikumspreis – VIS Publikumspreis | Benoît Grimalt (Frankreich): Retour à Genoa (Back To Genoa City) |
| Publikumspreis – ORF.AT Publikumspreis                                                                                                   | Fabian Lang (Österreich): Supernaked |
| Publikumspreis – Prix Très chic | Puppie Krammer (Österreich): Lolana-Rising |
| Preisträger 2019 | |
| Wiener Kurzfilmpreis | Phạm Ngọc Lân (Vietnam): Một Khu Đất Tốt (Blessed Land) |
| Wiener Kurzfilmpreis – ASIFA Austria Award                                                                                               | Martina Scarpelli (Italien): Egg |
| Wiener Kurzfilmpreis – Bester österreichischer Film                                                                                      | Nicole Foelsterl (Österreich): Eigentlich vergangen |
| Wiener Kurzfilmpreis – Österreichischer Musikvideopreis                                                                                  | Anja Plaschg und Ioan Gavriel für Italy & (This Is) Water von Soap&Skin |
| Spezialpreis – Beste Regisseurin (gestiftet von The Elfi Dassanowsky Foundation)                                                         | Nicole Foelsterl (Österreich): Eigentlich vergangen |
| Publikumspreis – VIS Publikumspreis | Martina Scarpelli (Italien): Egg |
| Publikumspreis – ORF.AT Publikumspreis                                                                                                   | Alexander Gratzer (Österreich): Apfelmus |
| Publikumspreis – Prix Très chic | Anna Mantzaris (Norwegen): Enough |
| Vimeo Staff Pick Award | Ross Hogg (UK): 4:3 |
| Preis der Jugendjury | Bernhard Wenger (Österreich): Guy proposes to his girlfriend on a mountain |
| Special Mention – International Competition – Fiction & Documentary                                                                      | Alice Fargier: Retour au Pays des Merveilles (Back to Wonderland) |
| Special Mention – International Competition – Animation Avantgarde                                                                       | Sophie Koko Gate: Slug Life |
| Lobende Erwähnung – Österreich Wettbewerb                                                                                                | Siegmund Skalar: Hörmanns (Hoermanns) |
| Lobende Erwähnung – Österreichischer Musikvideopreis                                                                                     | Rupert Höller: Wannabe – Leyya |
| Jury Prize – International Competition – Fiction & Documentary                                                                           | Kevin Jerome Everson, Claudrena N. Harold (USA): Black Bus Stop |
| Jury Prize – International Competition – Animation Avantgarde                                                                            | Shen Jie (China): Splash |
| Preis der Jury – Österreich Wettbewerb                                                                                                   | Grzegorz Kielawski, Alexander Bayer: Nuit |
| Preisträger 2021 | |
| Wiener Kurzfilmpreis | Gorana Jovanović für Armadila |
| Wiener Kurzfilmpreis – ASIFA Austria Award                                                                                               | Katharina Huber für Der natürliche Tod der Maus |
| Wiener Kurzfilmpreis – Bester österreichischer Film                                                                                      | Jyoti Mistry für Cause of Death |
| Wiener Kurzfilmpreis – Österreichischer Musikvideopreis                                                                                  | Lorenz Uhl für Brumm Brumm von Yunko x Oehl feat. Autodrom. |
| Spezialpreis – Beste Regisseurin (gestiftet von The Elfi Dassanowsky Foundation)                                                         | Katharina Huber für Der natürliche Tod der Maus |
| Publikumspreis – VIS Publikumspreis | Geoffroy de Crécy für Empty Places |
| Publikumspreis – ORF.AT Publikumspreis                                                                                                   | Nigel Gavus und İlkin Beste Çırak für Letters from a Window |
| Publikumspreis – Prix Très chic | Ivan Li für Fruit |
| Preis der Jugendjury | Mo Harawe für Life on the Horn |
| Lobende Erwähnung der Jugendjury | Christoph Schwarz für Civilization |
| Special Mention – International Competition – Fiction & Documentary                                                                      | Sebastian Mulder für Naya – Der Wald hat tausend Augen |
| Special Mention – International Competition – Animation Avantgarde                                                                       | Tina Frank für Frozen Jumper |
| Lobende Erwähnung – Österreich Wettbewerb                                                                                                | Karin Ferrari für m h y t n i x |
| Lobende Erwähnung – Österreichischer Musikvideopreis                                                                                     | Lena Kuzmich für Lost Islands – Tony Renaissance |
| Jury Prize – International Competition – Fiction & Documentary                                                                           | Thelyia Petraki für Bella |
| Jury Prize – International Competition – Animation Avantgarde                                                                            | Yann Chapotel für Inside |
| Preis der Jury – Österreich Wettbewerb                                                                                                   | Michael Heindl für Spring Will Not Be Televised |
| Preisträger 2022 | |
| Wiener Kurzfilmpreis | Majid Al-Remaihi für And Then They Burn the Sea |
| Wiener Kurzfilmpreis – ASIFA Austria Award                                                                                               | Atsushi Wada für Bird in the Peninsula |
| Wiener Kurzfilmpreis – Bester österreichischer Film                                                                                      | Mo Harawe für Will My Parents Come To See Me |
| Wiener Kurzfilmpreis – Österreichischer Musikvideopreis                                                                                  | Matthew Gerges für Make Me Cry von On Bells |
| Spezialpreis – Beste Regisseurin (gestiftet von The Elfi Dassanowsky Foundation)                                                         | Zou Jing für Lili Alone |
| Publikumspreis – ORF.AT Publikumspreis                                                                                                   | Lia Sudermann, Simon Nagy für Invisible Hands |
| Social Responsibility Award | Lia Sudermann, Simon Nagy für Invisible Hands |
| Preis der Jugendjury | Anna Lehner für Brise / Breeze |
| Lobende Erwähnung – Österreich Wettbewerb                                                                                                | Leni Gruber, Alex Reinberg für Hollywood |
| Preis der Jury – Beste:r Newcomer:in – Österreich Wettbewerb                                                                             | Alexander Gratzer für In The Upper Room |
| Lobende Erwähnung – Österreichischer Musikvideopreis                                                                                     | Nenda Neururer für Borders |
| Jury Prize – International Competition – Animation Avantgarde – Beste:r Newcomer:in                                                      | Hannah Stragholz, Simon Steinhorst für Doom Cruise |
| Jury Prize – International Competition – Animation Avantgarde – Lobende Erwähnung                                                        | Marta Pajek für Impossible Figures and other stories I |
| Preis der Jury – Beste Bild- und Tongestaltung                                                                                           | Adam Sillard, Chloé Farr, Gabrielle Selnet für Goodbye Jérôme! / Au revoir Jérôme! |
| Lobende Erwähnung – Künstlerische Errungenschaft                                                                                         | Jay Rosenblatt für How Do You Measure a Year? |
| Preisträger 2023 | |
| Wiener Kurzfilmpreis | Stephen Lopez für Hito |
| Wiener Kurzfilmpreis – ASIFA Austria Award                                                                                               | Ivana Bošnjak Volda und Thomas Johnson Volda für Sjeti se kako sam jahala bijelog konja (Remember How I Used to Ride a White Horse) |
| Wiener Kurzfilmpreis – Bester österreichischer Film                                                                                      | Viktoria Schmid für NYC RGB |
| Wiener Kurzfilmpreis – Österreichischer Musikvideopreis                                                                                  | Sabrina Norte für Painted Pain: W1ZE ft. Lukas Oscar |
| Publikumspreis | Rita Barbosa für 2ª Pessoa (2Nd Person) |
| Spezialpreis – Beste Regisseurin (gestiftet von The Elfi Dassanowsky Foundation)                                                         | Anne Isensee für Intro |
| ORF-Topos Publikumspreis | Stefanie Weberhofer für Farbversuchsprogramm (Color Test Program) |
| Social Responsibility Award | Olga Kosanović für Land der Berge (Land of Mountains) |
| Preis der Jugendjury | Yana Eresina für Until I lie still |
| Lobende Erwähnung der Jugendjury | Tobias Pichler für Last (Heavy Load) |
| Preis der Jury – Beste:r Newcomer:in – Österreich Wettbewerb                                                                             | Jasmin Baumgartner für Bye Bye, Bowser |
| Lobende Erwähnung – Österreichischer Musikvideopreis                                                                                     | Clemens Niel für Toothpaste – Oh Alien |
| Publikumspreis – Beliebtestes Musikvideo                                                                                                 | Rupert Höller für We Cry – ARAI |
| Jury Prize – International Competition – Animation Avantgarde – Beste:r Newcomer:in                                                      | Balázs Turai für Amok |
| Jury Prize – International Competition – Animation Avantgarde – Lobende Erwähnung                                                        | Ganaël Dumreicher für Kieslers Körper (Kiesler's Body) |
| Publikumspreis – International Competition – Animation Avantgarde                                                                        | Stephen Irwin für World to Roam |
| Preis der Jury – Beste Bildgestaltung | Francesca de Fusco für Incroci |
| Lobende Erwähnung – Künstlerische Errungenschaft                                                                                         | Pol De Plecker für Noisetrain |
| Spezialpreis der Jury – Bester Sound | Total Refusal für Hardly Working |
| außergewöhnlichster Film | Anna Vasof für Issues with my other Half und Jan Soldat für The Act Of Dying |
| Preisträger 2024 | |
| Wiener Kurzfilmpreis | Alejandro Alonso Estrella für La historia se escribe de noche |
| Preis der Jury – Beste Bildgestaltung | Atsushi Hirai für Oyu |
| Lobende Erwähnung – Künstlerische Errungenschaft                                                                                         | Emmanuel Van der Auwera für White Cloud Sam Manacsa für Cross My Heart and Hope to Die Stavros Markoulakis für Pigeons Are Dying, When The City Is On Fire                                                                                        |
| Publikumspreis – Beliebtester Film | Pavel Mozhar für Ungewollte Verwandtschaft |
| Wiener Kurzfilmpreis – ASIFA Austria Award                                                                                               | Ulu Braun für Pacific Vein |
| Jury Prize – International Competition – Animation Avantgarde – Beste:r Newcomer:in                                                      | Matea Kovač für Y |
| Lobende Erwähnung – Künstlerische Errungenschaft                                                                                         | Maxime Corbeil-Perron für Visions |
| Publikumspreis – Beliebtester Film | Flóra Anna Buda für 27 |
| Österreichischer Kurzfilmpreis – Bester österreichischer Film                                                                            | Sarah Pech für Ich hab dich tanzen sehn |
| Jury Prize – Beste:r Newcomer:in | Lidija-Rukiye Kumpas für Gül |
| Lobende Erwähnung – Künstlerische Errungenschaft                                                                                         | Lukas Marxt für Valley Pride |
| Preis der Jugendjury – Bester Film | Josephine Jeltsch für Louanne & Thaïs |
| Lobende Erwähnung der Jugendjury – Künstlerische Errungenschaft                                                                          | Sascha Vernik für Annoyance |
| ORF-Topos Publikumspreis | Sascha Vernik für Annoyance |
| Österreichischer Musikvideopreis | Clemens Niel für The Dream – Oh Alien |
| Lobende Erwähnung – Künstlerische Errungenschaft                                                                                         | Shahin Hefter für Cover Me in Silver – Lizki |
| Publikumspreis – Beliebtestes Musikvideo                                                                                                 | Law Wallner, Felix Julius Pletzer für Spiegelverkehrt – Skofi |
| Social Responsibility Award | Franzis Kabisch für Getty Abortions |
| Lobende Erwähnung – Künstlerische Errungenschaft                                                                                         | Tolga Karaaslan für Memories of the Foreign |
| Spezialpreis – Bestes Sounddesign | Sarah Pech für Ich hab dich tanzen sehn |
| außergewöhnlichster Film | Hannah Mamalis für Baby Steps Tia Salisbury für Not Surgery Hours |
| Preisträger 2025 | |
| Wiener Kurzfilmpreis | Maryam Tafakory für Razeh-del |
| Preis der Jury – Beste Bildgestaltung | Samuel Suffren für Coeur Bleu / Blue Heart |
| Lobende Erwähnung – Künstlerische Errungenschaft                                                                                         | Miranda Pennell für Man number 4 |
| Publikumspreis – Beliebtester Film | Simon Schneckenburger für Skin on Skin |
| Wiener Kurzfilmpreis – ASIFA Austria Award                                                                                               | Sasha Svirsky für Dull Spots of Greenish Colours |
| Jury Prize – International Competition – Animation Avantgarde – Besondere künstlerische Leistung                                         | Nicolas Brault für Mémoire entropique / Entropic Memory |
| Lobende Erwähnung – Künstlerische Errungenschaft                                                                                         | Katharina Pichler für Im Dickicht |
| Publikumspreis – Beliebtester Film | Meejin Hong für Deluge |
| Österreichischer Kurzfilmpreis – Bester österreichischer Film                                                                            | Amina Krami für Der Badeanzug / The Swimsuit |
| Jury Prize – Beste:r Newcomer:in | Nicolás Pindeus für Die letzten Menschen / The Last People |
| Lobende Erwähnung – Künstlerische Errungenschaft                                                                                         | Susanna Flock, Jona Kleinlein, Adrian Jonas Haim für World at Stake |
| Preis der Jugendjury – Bester Film | Simon Dallaserra, Iven Yorick Fenker für die kastanie / the chestnut |
| ORF-Topos Publikumspreis | Amina Krami für Der Badeanzug / The Swimsuit |
| Österreichischer Musikvideopreis | Kevin Thaliyath für NATEMU නටමු – KVSAL |
| Lobende Erwähnung – Künstlerische Errungenschaft                                                                                         | Ioan Gavriel, Anja Franziska Plaschg für Girl Loves Me – Soap&Skin |
| Publikumspreis – Beliebtestes Musikvideo                                                                                                 | Clara Stern, Johannes Hoss für BrEaK iNtO yOuR hOu$e – Ikan Hyu feat. Drahthaus |
| Social Responsibility Award | Gabriele Neudecker für wedLOCK tradWIFE |
| Spezialpreis – Bestes Sounddesign | Lukas Valenta Rinner für Ruletista |
| außergewöhnlichster Film | Fridtjof Stensæth Josefsen, Morten Borgestad für Ball |